# Zijlpoortsbrug
De Zijlpoortsbrug is een ophaalbrug over de Herensingel in de binnenstad van de Nederlandse stad Leiden.

## Geschiedenis
De Herensingel werd in 1644 gegraven. Aan lage wal werd de Leidse Zijlpoort gebouwd en in 1645 werd voor 600 gulden een houten brug gerealiseerd met een ophaalgedeelte. In 1667 werd de Zijlpoort vervangen, maar voor zover bekend bleef de brug buiten beschouwing. Toen het oorlogsgevaar in 1675 was afgewend werd een stenen brug, met elf gemetselde bogen en twee ophaalgedeeltes gebouwd. Het onderste gedeelte van de huidige brug stamt nog uit deze tijd. Wanneer de ophaalgedeeltes zijn verdwenen is niet precies duidelijk.
In 1885 kreeg de brug een grote onderhoudsbeurt. In 1913 en 1937 een volgde een verbouwing. Het resultaat van de verbouwing in 1913 was een houten brug met stenen bogen. Wegens een gebroken balans moest de brug al in 1918 worden vernieuwd. Ook in 1923 moest de bovenbouw worden versterkt. In 1930 werd de brug vervangen door een ijzeren exemplaar en de brug verbreed. Sinds 1968 staat de brug ingeschreven als rijksmonument in het monumentenregister.
De bovenbouw van de brug werd in 1992 ontworpen door Maarten Struys. De bevolking was tegen dit ontwerp, omdat de felle kleuren niet zouden passen in de historische omgeving.  De gemeente hield voet bij stuk. Vanwege de kleuren rood, blauw en geel kreeg de brug bij de Leidse bevolking de bijnaam Snoepjesbrug. De architect won de Staalprijs 1994 voor zijn creatie.

## Foto's

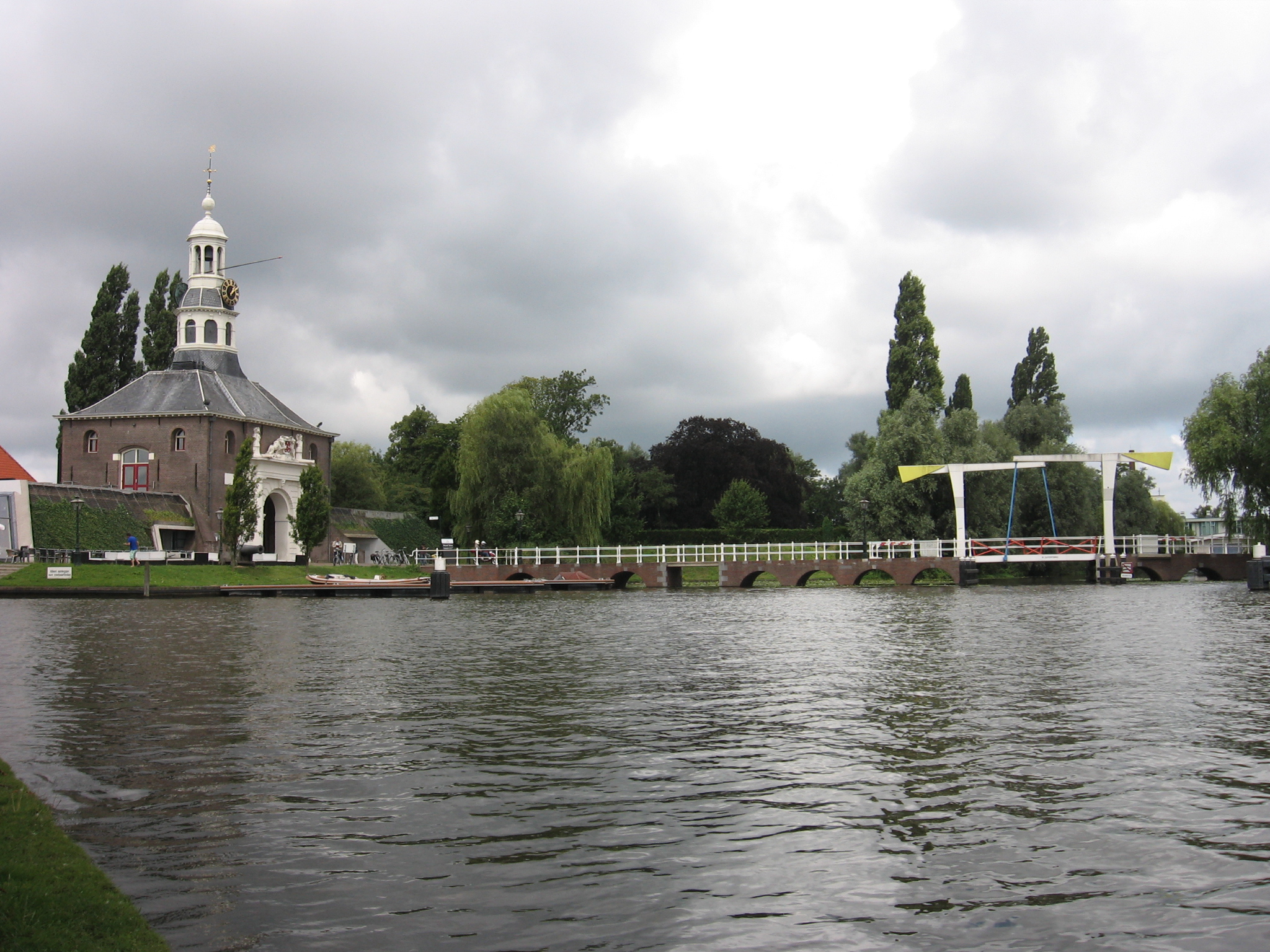
Overzicht brug met Zijlpoort
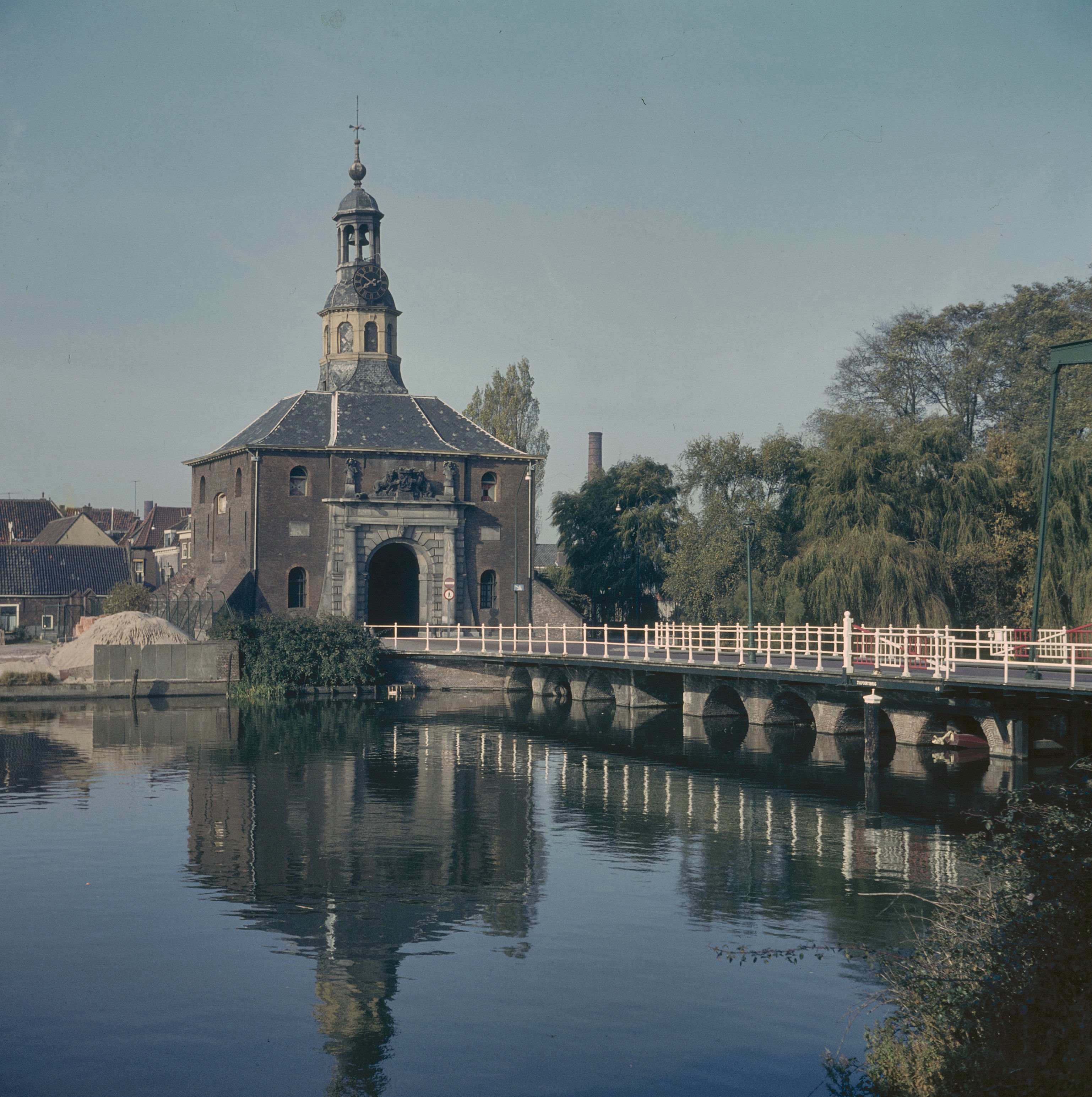
Zijlpoort met brug
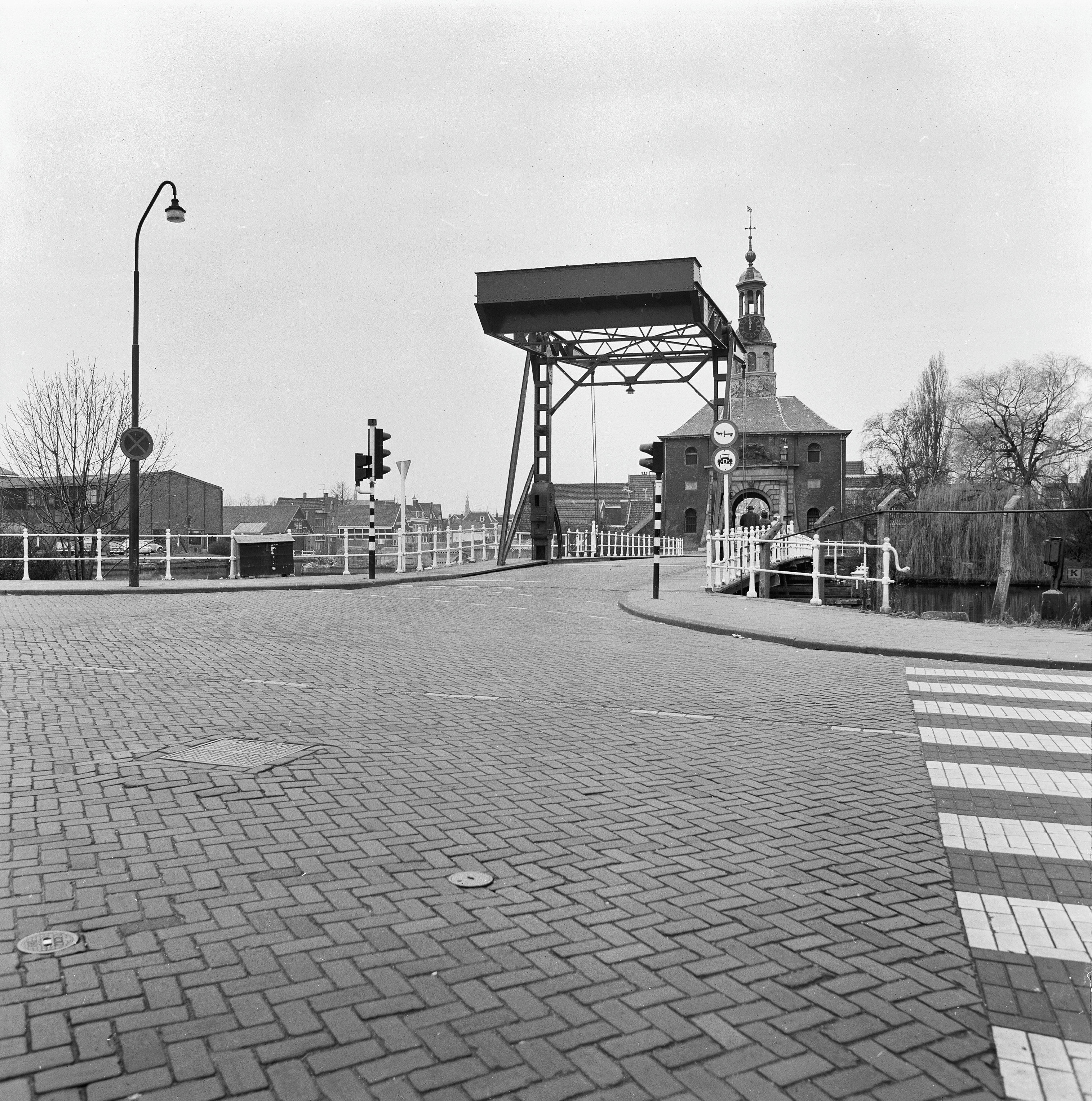
Brug in 1973
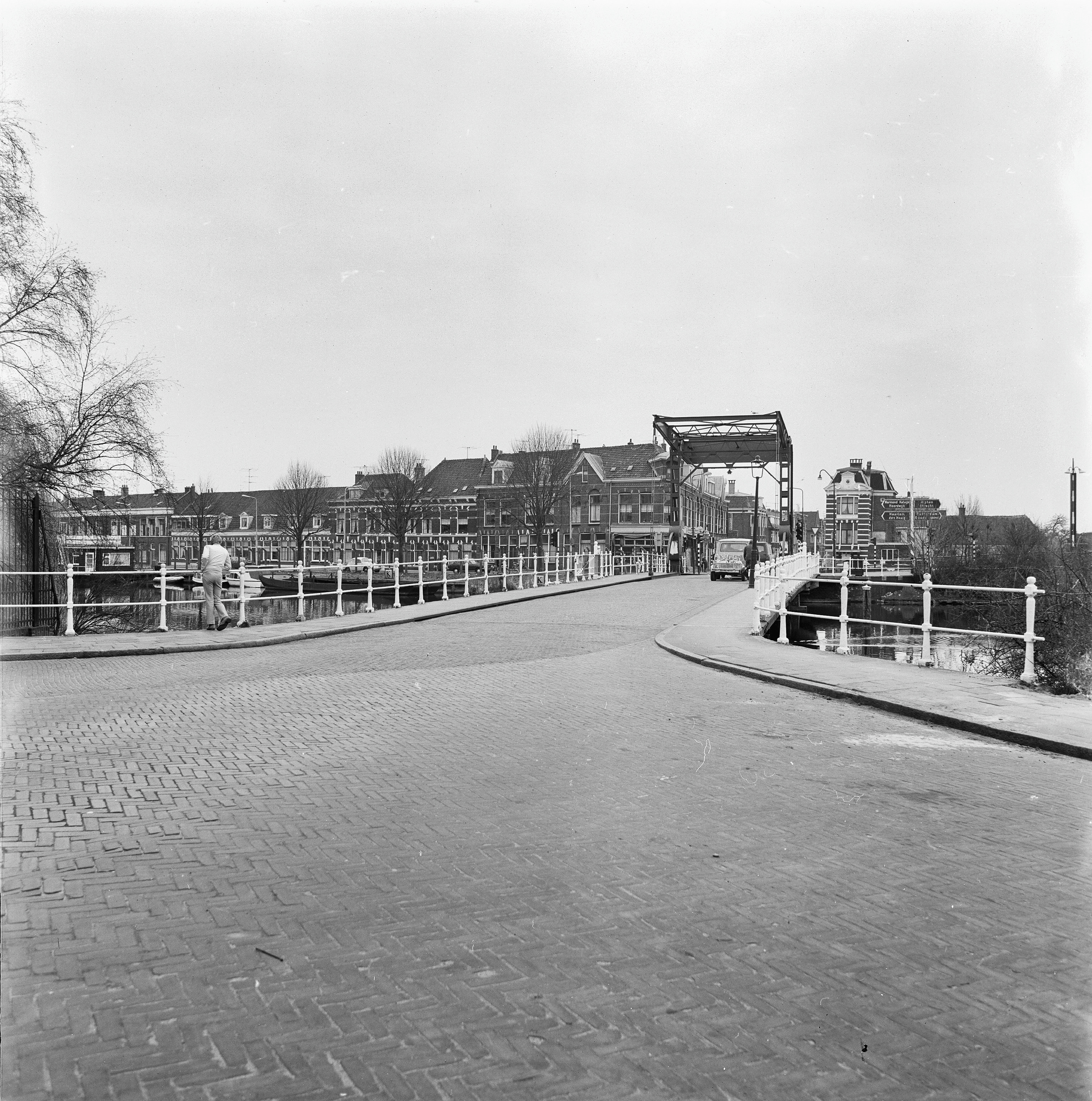
Brug in 1973